# Jean-Marie Charles-Roux
Pour les autres membres de la famille, voir Charles-Roux.
Jean-Marie Charles-Roux, né le 12 décembre 1914 à Marseille et mort le 7 août 2014  à Rome, est un prêtre rosminien, résistant, diplomate et écrivain français,.

## Biographie

### Famille
Jean-Marie Charles-Roux est le fils aîné du diplomate, homme d’affaires et historien François Charles-Roux (1879-1961). Il est ainsi le petit-fils de Jules Charles-Roux (1841-1918), le frère d'Edmonde Charles-Roux — et donc le beau-frère de Gaston Defferre — et de Cyprienne Charles-Roux, devenue par son mariage princesse del Drago. Il est également un descendant du député Louis Honoré Arnavon (1786-1841).

### Seconde Guerre mondiale
Après avoir étudié à la Sorbonne, Jean-Marie se prépare à passer l'examen d'entrée au service diplomatique mais il est appelé en 1939. Il rejoint alors un peloton de cavalerie en Lorraine, puis au nord de Paris et enfin à Limoges. Après l'armistice du 22 juin 1940, il est nommé sous-préfet dans le sud de Vichy, puis part pour la Tunisie dans le but de rejoindre un régiment de cavalerie française à la frontière libyenne. Mais, tombé de cheval, il doit retourner en France.
Remis sur pied, il rejoint les Pyrénées espagnoles, où il est capturé et emprisonné, puis secouru par l'ambassade britannique. Il se rend ensuite en Afrique du Nord, où il devient officier du général Henri Giraud puis du général de Gaulle, pour lequel il travaille aussi comme traducteur. Plus tard, il collabore à la planification de l'invasion du sud de la France par le général Henry Maitland Wilson. 
À la Libération, il se bat notamment contre la tonte des femmes accusées de collaboration. Il passe ensuite quatre ans comme secrétaire d'ambassade à Athènes, où a lieu la guerre civile, et devient finalement ambassadeur du pape Pie XII.

### Prêtrise
Après sa carrière de diplomate, Jean Charles-Roux souhaite entrer au sein de l'Institut de la Charité, ce qui provoque la grande colère de son père qui voit dans cette voie un obstacle aux dignités ecclésiastiques, étant donné qu'à cette époque l'appartenance à un ordre religieux ferme la porte à l'épiscopat. Il faut alors l’intervention du pape Pie XII pour que son père, ambassadeur de France près le Saint-Siège, accepte la vocation de son fils. Jean Charles-Roux est ordonné prêtre en 1954, à l'âge de 40 ans.
La majorité de son ministère se déroule à Londres, en l’église Sainte-Etheldrède d'Ély (en). 
En 1999, il se retire à Rome auprès de sa sœur Cyprienne, princesse Del Drago.
En 2004, le père Jean Charles-Roux devient aumônier des équipes du film La Passion du Christ,.
En 2008, il participe à la rédaction du Livre noir de la Révolution française.

## Prises de position
Après le concile Vatican II, le père Charles-Roux, qui souhaite continuer à célébrer la messe dans le rite tridentin, écrit au pape Paul VI, qu'il connaît personnellement : « Saint-Père, soit vous me permettez de célébrer l’ancienne messe, soit je quitte la prêtrise et j’épouse la première jolie fille que je rencontre. ». Le pape lui accorde alors un indult et écrit : « Je n'ai pas interdit la messe tridentine, mais n'ai fait qu'offrir une alternative ». 
Légitimiste, le père Charles-Roux considère que la France est « sous l'emprise d'une horrible maladie républicaine ». Il milite pour la béatification de la reine Marie-Antoinette, qu'il considère comme une martyre de la foi, et insiste sur les racines davidiques du Christ, rappelant dans le même temps que le premier mot de la Bible est « généalogie ». Il est aussi un ardent partisan des familles royales régnantes et déchues. Grand ami d'Alice de Battenberg, mère de Philip Mountbatten, et de Carla Thorneycroft (en), il est notamment le directeur spirituel de Marie-Christine von Reibnitz.

## Ouvrages
- L'Apostasie nationale, Paris, La Pensée universelle, 1977.
- Le Balcon sur la nuit ou Les Lettres d'une vie, Paris, La Pensée universelle, 1979.
- Le vent souffle et les nuages passent : suivi de six chroniques italiennes, Paris, La Pensée universelle, 1983.
- Louis XVII : la Mère et l'Enfant martyrs, Paris, Le Cerf, 2007.
- avec Renaud Escande (dir.), Le Livre noir de la Révolution française, Paris, Le Cerf, 2008.